# San Luis Obispo
San Luis Obispo (spansk for St. Louis, Biskop [af Toulouse]), også forkortet SLO, er en by i  California, der ligger nogenlunde midtvejs mellem Los Angeles og San Francisco på Central Coast. Befolkningen i byen var i 2010 på 45,119. 
I byen ligger bl.a. California Polytechnic State University (forkortet Cal Poly), som er et af landets førende universiteter inden for ingeniørvidenskab.